# تشوي جونج يون
تشوي جونج يون (بالكورية: 최정윤)‏ هي ممثلة كورية جنوبية. ولدت يوم 9 مايو 1977 في سول في كوريا الجنوبية.

## روابط خارجية
- تشوي جونج يون على موقع IMDb (الإنجليزية)
- تشوي جونج يون على موقع قاعدة بيانات الفيلم (الإنجليزية)